# Soyouz 5
Cet article concerne la mission spatiale. Pour le lanceur russe, voir Soyouz-5 (fusée).
Soyouz 5 est un vol du programme spatial de l'Union soviétique lancé le 15 janvier 1969 dans le cadre du programme Soyouz.

## Équipage

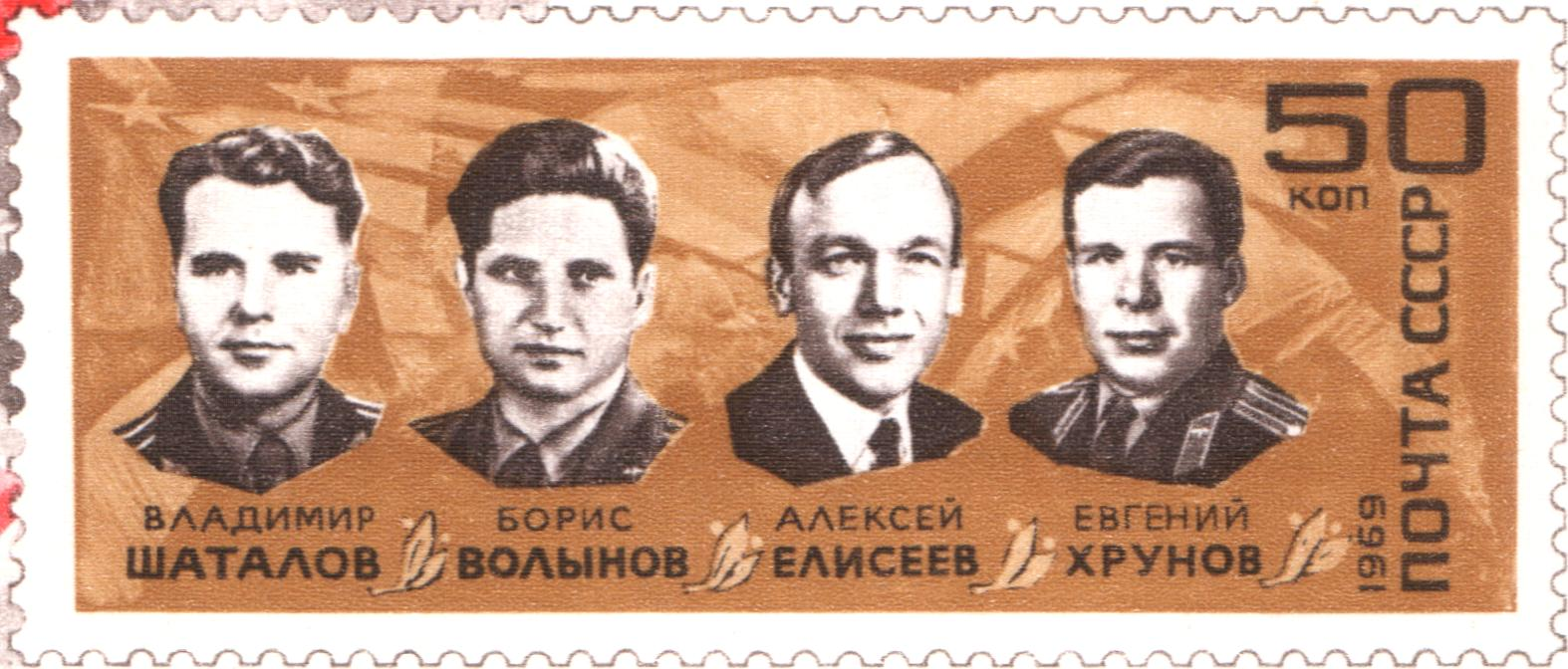
Les équipages de Soyouz 4 et 5.
De gauche à droite : Chatalov, Volynov, Ieliseyev et Khrounov

Les nombres entre parenthèses indiquent le nombre de vols spatiaux effectués par chaque individu jusqu'à cette mission incluse.
- Décollage
  -   Boris Volynov (1) ; doublure :   Anatoli Filipchenko (0)
  -   Yevgeny Khrunov (1) ; doublure :   Viktor Gorbatko (0)
  -   Aleksei Yeliseyev (1) ; doublure :   Valeri Koubassov (0)
- Atterrissage :
  -   Boris Volynov (1)

## Contexte
Les missions Soyouz 4 et 5 interviennent un mois après que les Soviétiques viennent de perdre une manche décisive dans la course à l'espace : trois semaines plus tôt, en effet, les Américains ont réussi à placer trois astronautes en orbite autour de la Lune (lire précisions ici).  

## Objectifs
Les cosmonautes des deux vaisseaux reprennent les objectifs de ceux des Soyouz 1 et 2 en 1967 (lire précisions ici).
Deux des occupants de Soyouz 5, Khrunov et Yeliseyev, devaient d'ailleurs participer au vol Soyouz 2, lequel avait été annulé au dernier moment du fait des difficultés du pilote de Soyouz 1 ayant conduit à sa mort accidentelle.

## Déroulement
Soyouz 5 décolle le 15 janvier pour rejoindre Soyouz 4 parti la veille et il s'y amarre le lendemain. Comme les compartiments orbitaux sont situés à l'avant des vaisseaux et gênent la visibilité des deux pilotes (Chatalov et Volynov), un périscope a été fixé sur chaque cabine. 

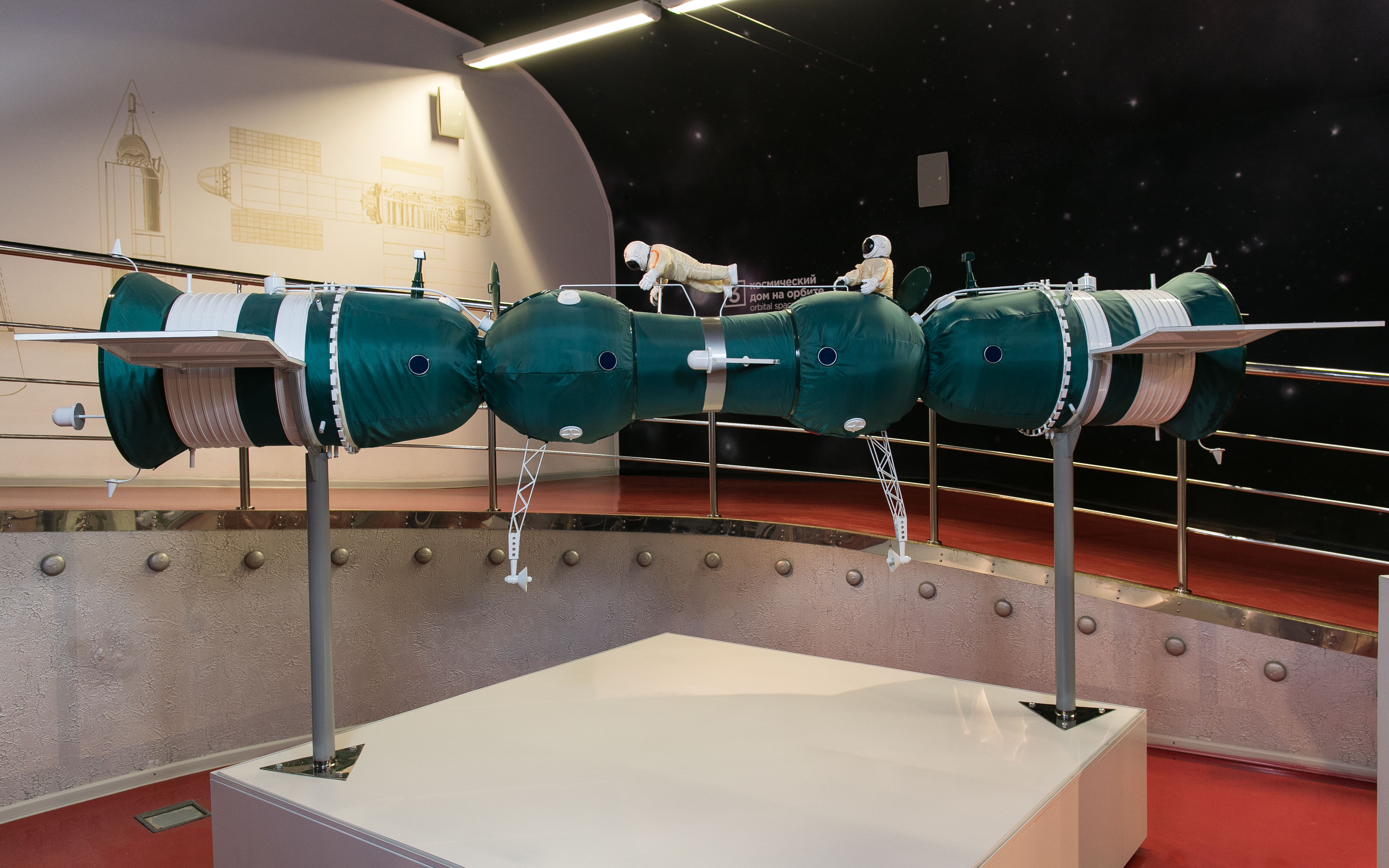
Maquette représentant la sortie de Khrounov et Ielisseiev. L'équipement dorsal a été omis.

La sortie extravéhiculaire s'amorce depuis le compartiment orbital de Soyouz 5 tandis que celui de Soyouz 4 est dépressurisé. Ielisseiev puis Khrounov enfilent leurs scaphandres, qui est une version améliorée de celui utilisé en 1965 par Leonov (dont Kkhrounov était la doublure). Comme ils doivent passer d'un vaisseau à un autre, ils ne sont reliés aux vaisseaux par aucun cordon ombilical : ils ont sur le dos une système de survie autonome qui les alimente en oxygène et, pour éviter qu'ils ne s'écartent malencontreusement du train spatial, ils se sont attachés à des tringles fixées sur la paroi extérieure. Leur sortie est filmée par une caméra de télévision.
Une fois Khrounov et Ielisseiev arrivés dans le compartiment orbital de Soyouz 4, celui-ci est pressurisé et Chatalov les y retrouve. Ils lui remettent alors symboliquement du courrier et des journaux relatant son départ, deux jours plus tôt. 
Les deux vaisseaux se séparent et Soyouz 4 regagne la Terre sans encombre. Les choses vont se passer tout autrement pour Volynov. Son retour sur Terre, le 18 janvier, est en effet particulièrement dramatique. Le module de service ne se séparant pas de la cabine, le cosmonaute amorce malgré tout sa rentrée dans l'atmosphère, l'écoutille tournée vers l'avant. Alors que Volynov enregistre toutes ses observations afin de faciliter l'enquête après sa mission (qui, pense-t-il, va lui être fatale), le module de service se désintègre sous la chaleur et le vaisseau reprend alors sa position normale : bouclier thermique tourné vers l'avant. Mais en se déployant, le parachute se met en torche avant de s'ouvrir normalement. La cabine effectue un atterrissage si violent que les sangles qui retiennent le pilote sur sa couchette se rompent : projeté contre la cloison, Volynov se casse plusieurs dents.

## Suites du vol
Les cosmonautes des deux Soyouz se retrouveront sur Terre pour les cérémonies honorifiques mais, le 22 janvier, ils seront malgré eux impliqués dans une tentative d'assassinat de Léonid Brejnev à Moscou. Aucun n'est blessé.
Le sang-froid de Volynov pendant son retour sur Terre sera récompensé puisqu'on lui confiera le commandement d'une nouvelle mission sept ans plus tard.  

## Paramètres de la mission
- Masse : 6 585 kg
- Périgée : 196 km
- Apogée : 212 km
- Inclinaison : 51.7°
- Période : 88.6 minutes